# Luis Manresa Formosa
Luis Manresa Formosa, S.J. (8 de abril de 1915 - 25 de dezembro de 2010) foi um religioso católico guatemalteco, bispo da Diocese de Quetzaltenango.

## Biografia
Luis Manresa Formosa ingressou na Companhia de Jesus e foi ordenado sacerdote em 29 de julho de 1948 em Barcelona.
Em 30 de novembro de 1955 foi nomeado pelo Papa Pio XII segundo bispo da diocese de Quetzaltenango. Foi ordenado bispo em 6 de janeiro de 1956, na Catedral da Cidade da Guatemala, pelo Arcebispo Gennaro Verolino, Núncio Apostólico na Guatemala e El Salvador; os principais co-consagradores foram D. Mariano Rossell y Arellano, Arcebispo da Guatemala, e D. Raimundo María Julián Manguán-Martín y Delgado , OP, Bispo de Verapaz. Tomou posse de sua sé no dia 15 de janeiro seguinte.
Luis Manresa Formosa foi padre conciliar das quatro sessões do Concílio Vaticano II. Seu pedido de renúncia foi atendido pelo Papa João Paulo II em 30 de maio de 1979. Após sua renúncia, de 1981 a 1992 foi reitor da Universidade Rafael Landívar (URL). Um dos promotores da fundação do El Campus de Quetzaltenango da Universidad Rafael Landívar, o bispo teve um papel importante no impulso acadêmico da Guatemala. Ele montou grande parte da estrutura administrativa da atual Arquidiocese, com várias Seções Pastorais que trabalhavam com grupos específicos. Ele também comprou várias propriedades, incluindo Villa Lesbia, que era um seminário; a propriedade que agora tem o Centro de Capacitación Católica; e Santa María del Camino, que hoje abriga um convento. Também montou a Rádio Fraternidad e outra estação de rádio católica em Colomba Costa Cuca.
Dom Manresa Formosa foi presidente do Secretariado Episcopal da América Central e Panamá (1971-1972) e segundo vice-presidente do Conselho Episcopal Latino-Americano (1972-1979). Recebeu um doutorado honorário em humanidades da URL em 1994.
O bispo Luis faleceu na capital em 25 de dezembro de 2010, aos 95 anos. Seus restos mortais foram velados na igreja de La Merced de Guatemala e, mais tarde, na Catedral Metropolitana de Los Altos, sepultado na cripta.~